# 1969 في لبنان
فيما يلي قوائم الأحداث التي وقعت خلال عام 1969 في لبنان.

## ظهور
- 1 يناير – الهدف

## مواليد

### يناير
- 1 يناير – خليل جريج
- 1 يناير – لارا بلدي
- 1 يناير – ياسر عودة رجل دين شيعي.

### مارس
- 11 مارس – تانيا صالح مغنية لبنانية.
- 15 مارس – خالد أحمد بزي

### أبريل
- 1 أبريل – فضل شاكر مغني لبناني سابق.

### يوليو
- 14 يوليو – إيلي ناكوزي مقدم تلفزيوني لبناني.

### أغسطس
- 10 أغسطس – جوانا حاجي توما

### أكتوبر
- 1 أكتوبر – وارطان غازاريان لاعب كرة قدم لبناني.

## وفيات

### يناير
- 1 يناير – ألفريد بستاني (مواليد 1910) كاتب وباحث ومستشار لبناني.

### أغسطس
- 1 أغسطس – يوسف السودا (مواليد 1891) سياسي، دبلوماسي، أديب وصحافي لبناني.